# Sistema conservativo
Em física, um sistema conservativo é aquele onde somente forças conservativas realizam trabalho. Em outras palavras, o trabalho das forças não conservativas (dissipativas) é nulo. Forças não conservativas podem ou não estar presentes, desde que o trabalho realizado por elas seja nulo. Como exemplo de um sistema conservativo, podemos citar um corpo em queda livre no vácuo - neste caso, a única força (conservativa) atuante é o peso, portanto não existe trabalho realizado por forças não conservativas e o sistema pode ser dito conservativo. A importância em estudar-se os sistemas conservativos reside em sua propriedade de conservar a energia total.
Um sistema conservativo jamais deve ser confundido com um sistema isolado de forças externas, em que a grandeza conservada é a quantidade de movimento ao invés da energia mecânica.
1. ↑  Helou/Gualter/Newton, Newton Villas Bôas/Gualter José Biscuola/Ricardo Helou Doca (2012). Tópicos de Física - volume 1. [S.l.: s.n.] ISBN 9788502178106